# 애덤 콜먼 하워드
애덤 콜먼 하워드(Adam Coleman Howard)는 미국의 영화 감독, 배우, 텔레비전 배우, 각본가이다.
미국에서 태어났다.

## 영화
- 다크 하버 (1998년)
- 데드 걸 (1997년)
- 고요한 펠리세이드 (1990년)
- 장미빛 모자 (1989년)
- 고요의 땅 (1986년)